# 大潟村立大潟中学校
大潟村立大潟中学校（おおがたそんりつおおがたちゅうがっこう）は秋田県南秋田郡大潟村にある村立中学校。

## 概要
- 本校は、大潟村唯一の中学校である。
- 生徒数は、86名（2022年（令和4年）4月1日現在）。

## 沿革
- 1968年（昭和43年）
  - 9月5日 - 校章を制定。
  - 11月1日 - 大潟中学校が創立される（3学年16名は男鹿市立潟西中学校に委託する）。
  - 12月28日 - 生徒23名、潟西中学校から本校に復帰。
- 1969年（昭和44年）
  - 1月10日 - 校旗が調製される。
  - 1月29日 - 大潟幼稚園・大潟小学校と合同の開校式が挙行される。
- 1971年（昭和46年）
  - 2月22日 - 校歌制定。
  - 4月14日 - 中学校PTA発足。
  - 11月6日 - 校舎竣工記念式典挙行。
- 1980年（昭和50年）1月17日 - 技術教室完成。
- 1978年（昭和53年）11月16日 - 幼・小・中合同の創立10周年記念式典が挙行される。
- 1984年（昭和59年）8月22日 - 体育館全面床張り改修工事完了。
- 1985年（昭和60年）
  - 1月10日 - 多目的運動広場完成・スケートリンク開設。
  - 1月31日 - LL教室完成。
- 1987年（昭和62年）8月24日 - 図書館改修工事完了。
- 1988年（昭和63年）
  - 11月22日 - 幼・小・中合同の創立20周年記念式典が挙行される。
  - 12月22日 - コンピュータ11台が設置される。
- 1991年（平成3年）2月28日 - コンピュータが増設される（22台）。
- 1998年（平成10年）
  - 2月27日 - 新コンピュータ室が完成し、コンピュータ42台設置。
  - 10月 - 小中合同運動会開催。
  - 11月1日 - 幼・小・中合同の創立30周年記念式典が挙行される。
- 2002年（平成14年）8月15日 - 韓国臨陂中学校との国際交流が実施される。
- 2004年（平成16年）
  - 4月1日 - 2学期制が試行される。
  - 7月13日 - 韓国臨陂中学校との国際交流が実施される。
- 2006年（平成18年）7月17日 - 韓国臨陂中学校との国際交流が実施される。
- 2008年（平成20年）
  - 5月31日 - 小中合同運動会開催。
  - 11月1日 - 幼小中合同創立40周年記念式典挙行。
- 2011年（平成23年）6月12日 - 新体育館使用開始。
- 2012年（平成24年）8月8日 - 新校舎使用開始。
- 2013年（平成25年）9月3日 - 大潟小・中学校新校舎竣工記念式典挙行。
- 2016年（平成28年）7月29日 - タブレットパソコン40台導入。
- 2018年（平成30年）
  - 5月23日 - 創立50周年記念講演会（講師:千葉忠夫氏）。
  - 5月26日 - この日と翌27日の2日間にわたり、創立50周年記念招待大会（野球・バレーボール・剣道）開催。
  - 6月2日 - 小中合同運動会開催。
  - 11月1日 - 大潟こども園・大潟小学校・大潟中学校合同創立50周年記念式典挙行。

## 所在地
秋田県南秋田郡大潟村中央5-1

## 学区
- 大潟小学校学区（大潟村全域）

## めざす生徒
- 学ぶことを求め、自らを高めようとする生徒
- 心と体を鍛え、感性豊かで思いやりのある生徒
- 郷土の自然や文化を愛し、継承・発展させようとする生徒

## 部活動
- 運動部
  - 野球部（男）
  - 剣道部（男）
  - 卓球部（女、男[1]）
  - バレー部（女）
- 文化部
  - 吹奏楽部

## 委員会活動
- 生活委員会
- 広報委員会
- 図書委員会
- 厚生委員会
- 保健委員会
- 応援委員会
- 選挙管理委員会
  - 応援委員会と選挙管理委員会は特別委員会である。

## 周辺
- 大潟村立大潟小学校 - 同一建物内、かつ進学前小学校。
- 大潟村立大潟こども園 - 同一敷地内
- 他は、こちらを参照。

## 交通アクセス
- JR奥羽本線八郎潟駅から、南秋地域広域マイタウンバスの「大潟五城目線」・「大潟八郎潟線」で、「中学校グランド前」バス停下車[2]。

## 主な卒業生
- 阿部茂樹（元プロ野球選手・現東京ヤクルトスワローズスコアラー[3]）